# Berend Nauta
Berend Nauta (Beetgumermolen, 13 augustus 1906 — 15 november 1988) was een Nederlands burgemeester van de PvdA.
Hij werd geboren in de Friese gemeente Menaldumadeel als zoon van Albertus Nauta (schipper) en Trijntje de Vries. Hij deed de avond-hbs en ging de handel in met een onderbreking tijdens het vervullen van zijn dienstplicht. Hij bracht het tot directeur van het Groninger filiaal van de Noord-Nederlandse Coöperatieve Eierhandel (NNC). Bij de mobilisatie in 1939 werd hij als sergeant opgeroepen en toen hij na de capitulatie terugkeerde was het bedrijf kapot. In augustus 1940 werd hij de secretaris van het gewest Groningen van de Nederlandsche Unie die eind 1941 door de Duitsers verboden werd. In mei 1942 werd hij opgepakt en, net als anderen uit de top van de Nederlandse Unie, als gijzelaar geïnterneerd in Kamp Sint-Michielsgestel. Anderhalf jaar later werd hij als krijgsgevangene in de buurt van Maagdenburg opgesloten. Begin mei 1945 werd hij daar door de Russen bevrijd. In Appingedam ging hij daarna werken bij de sectie voorlichting van het Militair Gezag en in oktober 1945 werd hij hoofd van de Regeeringsvoorlichtingsdienst (RVD) voor de districten Groningen-Drenthe. In december 1946 werd Nauta de burgemeester van Wedde en in 1952 volgde zijn benoeming tot burgemeester van Harlingen. Die functie vervulde hij tot zijn pensionering in september 1971. Daarna was Nauta nog bijna een jaar waarnemend burgemeester van Giethoorn en Wanneperveen. Hij overleed in 1988 op 82-jarige leeftijd.